# Öjaby IS
Öjaby IS, bildad den 10 oktober 1948, är ett idrottssällskap i Öjaby i Växjö, Sverige, som senast säsongen 2015/2016 spelar i Sveriges andradivision i bandy för herrar. Efter att man fått dra sig ur division 1 p.g.a spelarbrist och dåligt intresse.
Förutom A-lag har ÖIS även en bandyskola för ungdomar och ett U-12 lag. Öjaby IS har sin verksamhet inom Smålands bandyförbunds distrikt. 
Klubben hade genom samarbete med den allsvenska klubben Vetlanda BK gått upp i division 1. I laget har under åren många av Vetlandas spelare avslutat sin karriär, till exempel Per Lennartsson, Stefan Helm, Mathias Sjöblad, samt den tidigare förbundskaptenen Kenth Hultqvist.

## Historia

### Öjaby Idrottssällskap
Den 10 oktober 1948 samlades ett tjugotal personer på Petterssons konditori i Öjaby för att bilda föreningen Öjaby Idrottssällskap. Man beslöt att satsa på bandy och bordtennis. Medlemsavgiften bestämdes till 2 kronor per år.
Den första styrelsen fick följande utseende: ordförande, Kurt Hoffberg, sekreterare, Torsten Nilsson, kassör, Gösta Johansson, övriga ledamöter blev Gustav Johansson, Bror Wärme, Axel Göransson och Erik Knutsson.
Eftersom den nybildade föreningen saknade startkapital lånades 110 kronor av köpman Gustav Johansson som även fick i uppdrag att för dessa pengar köpa in bandytröjor. Färgen på de första tröjorna var ljusgrön. Numera spelar ÖIS i vit dräkt. Styrelsen beslöt även att köpa in tre bandybollar för tre kronor styck. Klubbor och övrig utrustning fick spelarna hålla med själva.

### 1953
År 1953 bildade man en ishockeysektion och en hockeyrink iordninggjordes vid badplatsen. Men redan 1956 startade ishockeysektionen en egen förening vid namnet Ajax. Ishockeyn i Öjaby hade svårt att konkurrera med bandyn, så redan i slutet av 1950-talet lades verksamheten ner.

### Seriespel
Efter att, sedan starten, i tre säsonger ha spelat i Värendsserien, kom Öjaby och övriga lag i Växjötrakten med i en serie i Smålands Bandyförbunds regi. 1955 kom ÖIS tvåa i smålandsserien som vanns av Alvesta G.O.I.F. Båda lagen flyttades upp till Div.4. 1961 vann man Div.4 och flyttades upp i 3:an, där man lyckades hålla sig kvar i två säsonger. Året efter vanns återigen 4:an, nu med ett föryngrat lag som därefter vann Div.3 inte mindre än tre gånger fram till 1971. Sämre framgångar hade man i kvalserierna till Div.2. Närmast uppflyttning var man 1971 då ÖIS endast hade ett mål mindre i målskillnad än segrande Smålandsstenar.
Under dessa år nådde föreningen två gånger semifinal i DM, motståndare 1970 var Vetlanda BK och Nässjö IF. Båda gångerna med storstryk som följd, 0-11 och 0-13. 1978 ramlade ÖIS åter ner i Div.4 men tog sig genast tillbaka. Öjaby har vunnit Div.4 tre gånger och Div.3 tre gånger.
Vid serieomläggning i början av 1980-talet minskade antalet Div.3-serier. De bästa lagen i 3:an flyttades upp till Div.2 och fyra -div.1-serier startades under Elitserien.

### 1990-talet
Öjaby IS har under hela 1990-talet kämpat i toppen på 2:an. Flera duktiga tränare och spelare har knutits till klubben. Föreningen har under åren haft mindre är sex tränare med förbundskaptensstatus - Curt Einarsson, Kent Hultqvist, Pär Höckert, Tomas Hall, Örjan Stål och Kent Edlund, detta torde vara unikt för en Div.2-klubb. 1995 värvades den tidigare sovjetiske landslagsspelaren Nikolaj Pazdnikov, som kanske är den skickligaste spelaren som spelat i Öjaby-tröjan.

### Framgångsrika spelare
Under årens lopp har Öjaby haft många duktiga pojklag. Man har vid två tillfällen kommit till Smålandsslutspel. Av förmågor som fostrats i klubben är Tomas Hall den som kommit längst. 1967 var Tomas med och vann både Riksmästerskapet i bandy och TV-pucken i ishockey för Småland. Från 1971 spelade Tomas allsvensk bandy med Värmbol i ett tiotal år.

### Landisbanan
De senare åren har varit positiva för pojklagen då både antalet spelare ökat och resultaten förbättrats trots dåliga vintrar. Från 1948 till 1966 spelade ÖIS alla sina matcher på sjöis. 1966 byggdes landisbanan och därmed skapade helt andra förutsättningar för träning och matchspel. Det mesta av arbetet utfördes av föreningens medlemmar, närmare bestämt 1389 timmar, vilket medförde att kostnaderna kunde hållas nere.
"För ett halvår sedan var här stenigt, kärrigt och otillgängligt. Öjaby IS har förvandlat området till en centralpunkt för ungdomens fostran och träning". Så inledde Bergunda kommunfullmäktiges ordförande Uno Thorén sitt invigningstal när länets första landisbana för bandy med elljus officiellt togs i bruk.
Första matchen spelades mellan ÖIS och Nässjö IF reserver och Öjaby vann sensationellt med 8-6. Publiksiffran uppgick till 400 personer. Tyvärr har de milda vintrarna de senaste åren gjort det besvärligt för föreningen att hålla is, så den konstfrusna banan i Åby, som byggdes 1987, var nog räddningen för bandysporten i hela Kronobergs län.